# Samuel Scheidt
Samuel Scheidt, döpt 4 november 1587 i Halle an der Saale, död där 24 mars 1654, var en tysk tonsättare och organist. Han var en av "de tre berömda S" (vid sidan om Johann Hermann Schein och Heinrich Schütz).
Scheidt var lärjunge av Jan Pieterszoon Sweelinck, blev 1609 organist vid Moritzkirche i Halle an der Saale och var dessutom markgrevlig kapellmästare. Han räknades bland de störste organisterna på sin tid och bidrog med sina kompositioner till den nya orgelstilens grundläggning, varjämte hans koralbearbetningar blev förebildliga. 
Scheidt utgav Cantiones sacræ (1620–22), Concerti sacri (1622), Ludi musici (1623), Tabulatura nova (tre delar, 1624; återutgivna av Max Seiffert, 1892), som bland annat innehåller allehanda orgelstycken och är hans förnämsta arbete, Liebliche Kraftblumlein (1625) och Geistliche Koncerte (fyra delar, 1631–40).